# Ilaria Debertolis
Ilaria Debertolis (San Candido, 17 settembre 1989) è una fondista italiana.

## Biografia
Esordisce in Coppa del Mondo il 29 dicembre 2011 (34ª) nella prima tappa del Tour de Ski 2011-2012 a Oberhof e ottiene il miglior piazzamento della sua carriera in Coppa del Mondo il 24 gennaio 2016 nella 4x5 km femminile a Nove Mesto (6ª) assieme a Lucia Scardoni, Virginia De Martin e a Giulia Stuerz.
Ha preso parte ai Giochi olimpici invernali del 2014 a Soči e a tre edizioni dei Campionati mondiali di sci nordico: nel 2013 in Val di Fiemme dove ha ottenuto un quinto posto nella Sprint a squadre in coppia con Marina Piller e nel 2015 a Falun in Svezia. Ai XXIII Giochi olimpici invernali di Pyeongchang 2018 si è classificata 31ª nella 10 km, 49ª nello skiathlon e 31ª nella staffetta; nella stagione successiva ai Mondiali di Seefeld in Tirol è stata 37ª nella 30 km, 58ª nella sprint e 7ª nella staffetta, mentre a quelli di Oberstdorf 2021 si è classificata 32ª nella 10 km.

## Palmarès

### Coppa del Mondo
- Miglior piazzamento in classifica generale: 29ª 2017